# レヴェイヨン事件

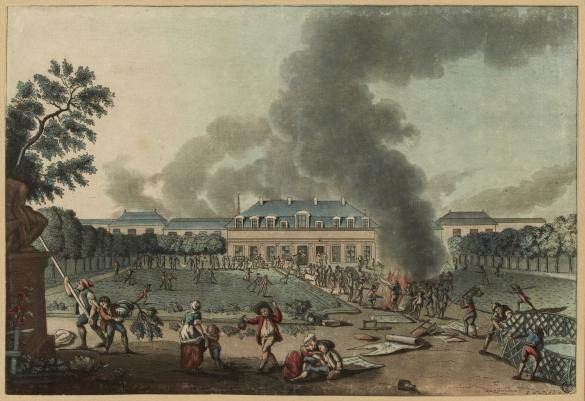
襲撃されるフォリー・ティトン 1789年4月28日

レヴェイヨン事件（れゔぇいよんじけん、仏: L’affaire Réveillon）は、フランス、パリのフォーブール・サン＝タントワーヌ地区で1789年4月26日から4月28日にかけて起こった大規模な暴動。この出来事は同年7月14日のバスティーユ襲撃、そしてさらに大規模なフランス革命の先駆けとなったと考えられている。

## 反乱の勃発
ジャン＝バティスト・レヴェイヨン は壁紙製造を目的としてフォリー・ティトンに自らが設立し、300人の労働者を雇用する王立マニュファクチュアを経営する企業家だった。その邸宅兼工場だったフォリー・ティトンの庭園では、1783年10月19日に最初の熱気球の有人飛行が行われた。この庭園は現在では失われているが、パリ・メトロのフェデルブ＝シャリニー駅 の近く、現在のモントルイユ通りにあった。現在その場所には、昔を伝える記念プレートが設置されている。

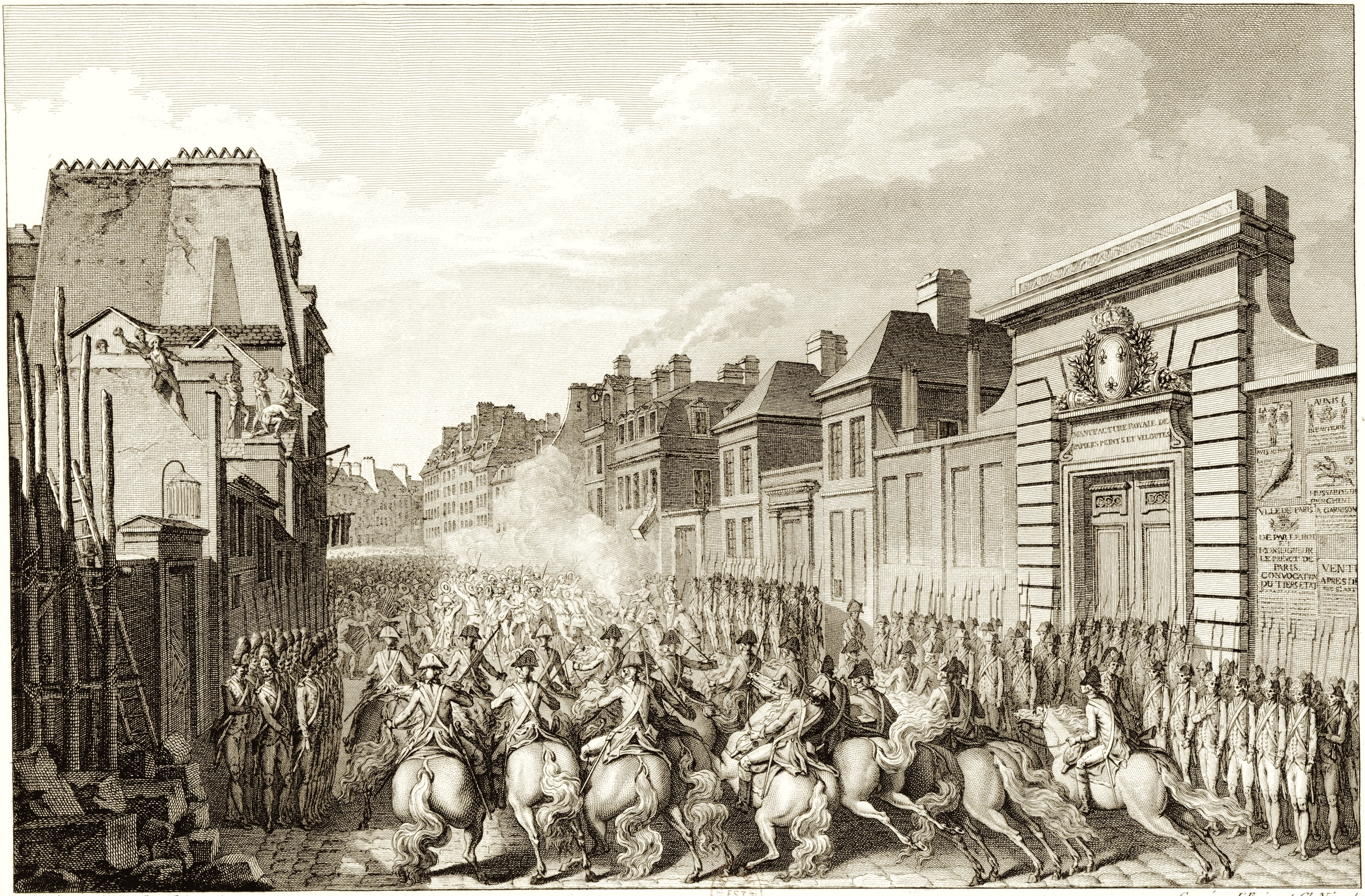
フォーブル＝サン・タントワーヌに集結した群衆　1789年4月28日。

特に厳しい冬の後、パンの価格は1789年の最初の数カ月の間に急激に上昇した。緊張は、最終的に5月5日に延期されることになった全国三部会の開催によって高まった。第三身分の代議士の選挙はパリではまだ終わっていない。そして労働者と徒弟たちには投票する権利はなく、三部会のための選挙権の範囲は王国の他の地域よりも制限されていた。 生活必需品の不足と失業の脅威、そして選挙集会からの除外は、庶民が多く住む郊外のフォーブール・サン＝タントワーヌ地区とフォーブール＝サン・マルセル地区の住民に不満を与えていた。 
4月23日、第三身分の選挙人の集会で、レヴェイヨンは労働者の賃金について不穏な発言をしたとされている 。労働者の日当が1日あたり25スーではなく15スーであった古き良き時代を彼は懐かしんでいたのだろう。別の解釈によると、自由主義的な考えによって育ったこの経営者は、輸入小麦粉の価格、ひいてはパンの価格を下げるために、パリに入ってくる物品に課せられる入市税を廃止すれば、賃金を下げることが可能になると示唆したという 。別の経営者、硝石の製造業者アンリオもレヴェイヨンと同意見であった。それが事実であったかはともかく、人々の間ではレヴェイヨンは賃金の引き下げを望んでいると噂された。その日の夕方には彼の名前は罵倒の対象となり、噂はキャバレーや作業場で繰り返し語られ、ついに不満が爆発した。

## 経緯

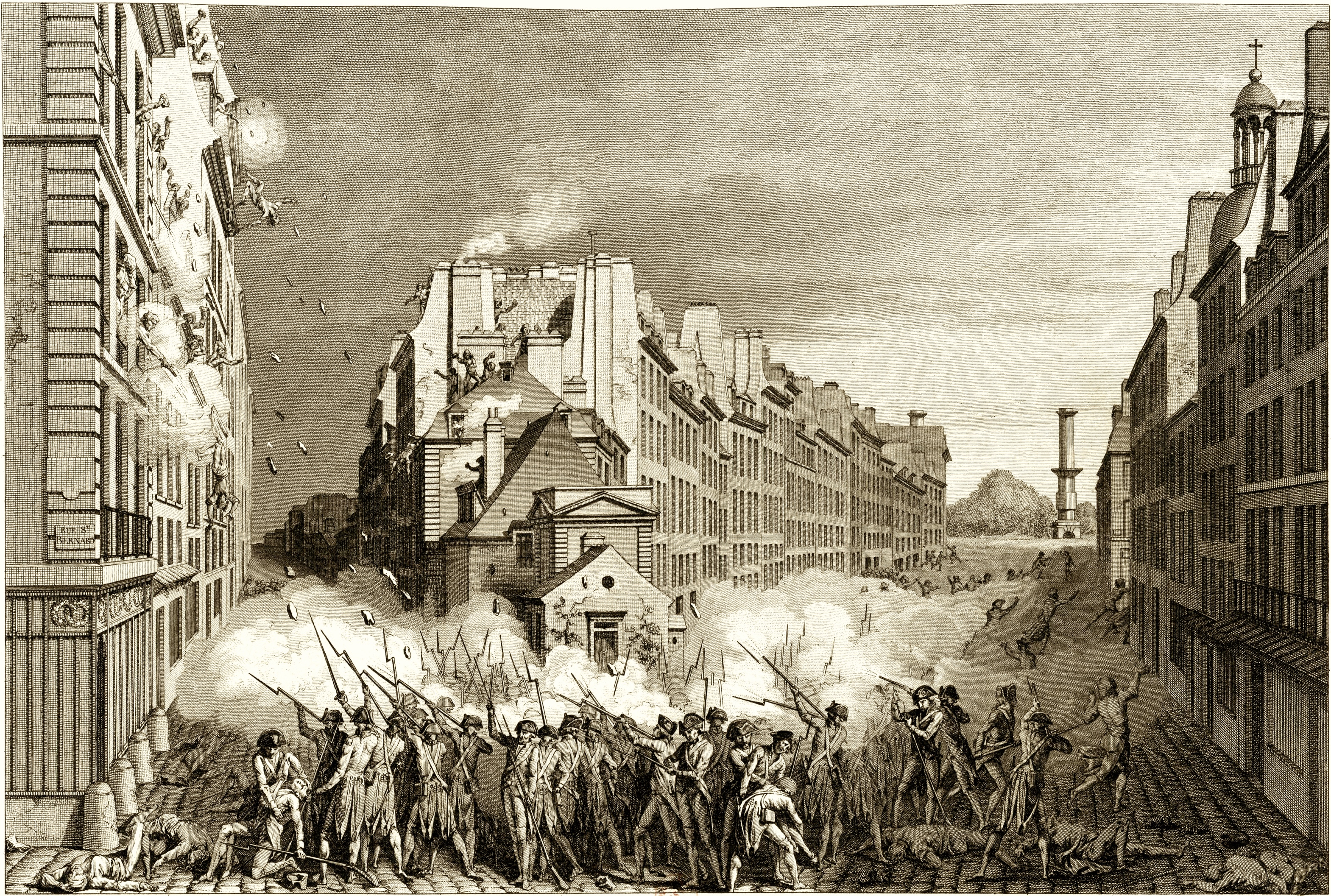
暴徒に発砲するフランス衛兵隊　1789年4月28日。

4月27日月曜日、何千人もの失業中の労働者、職人、零細な経営者、荷役労働者らが、バスティーユの近くで暴動を起こし、その後「金持ちに死を！貴族に死を！物資の退蔵者に死を！パンを2スーで！帽子を下げろ！（反教権主義的なスローガン）血まみれの司祭たちを水の中へ！」 と叫びながら市庁舎へ向かい、市庁舎前の広場でレヴェイヨンとアンリオの人形を燃やした。市庁舎の前では、選挙人集会から派遣されたブルジョワの代表団がデモ隊に解散するよう説得したが、群衆はレヴェイヨンの工場と邸宅に向かった。しかしおよそ50人からなるフランス衛兵隊の分遣隊が彼らの立ち入りを禁止したため、デモ隊は保護されていないアンリオの邸宅に目標を変えた。硝石製造業者と彼の家族は、彼らが打ち負かされ、その家が略奪される前に、ヴァンセンヌ城の地下牢に逃げることができた。 
翌4月28日、レヴェイヨンの邸宅と工場の前で新たな集会が開かれたが、前日よりも増強され、バリケードの後ろに身を固めた治安部隊は荒れ狂う群衆を寄せ付けなかった。午後になるとオルレアン公爵が集会の前を馬車で横切り、群衆に落ち着くよう呼びかけて財布の中身をその場で配り大喝采を浴びた。夕方、オルレアン公妃マリー＝アデライード・ド・ブルボンの馬車が通り過ぎると、一時的にバリケードに隙間ができた。暴徒は邸の玄関を制圧し、すべてを荒らすこの機会を利用した。彼らは窓と屋根の上から軍隊に向けて屋根瓦や家具を投げつけ、怒った衛兵たちは発砲した。この反応により、シャトレ裁判所 の委員によれば25人、シルリー侯爵によれば900人、数値が甚だしく分かれていることを考慮しても多数の暴徒が殺された。衛兵側では12人が死亡、80人が負傷しており、こちらではより正確なバランスが確立されている。パリ警察のティロー・ド・クローヌ警部補 は、夜の10時まで暴動の扇動者をフォーブール=サン・タントワーヌ地区とフォーブール=サン・マルセル地区まで追跡し、翌29日に暴徒のうちの2人を絞首刑に処した。 

## 分析と解釈

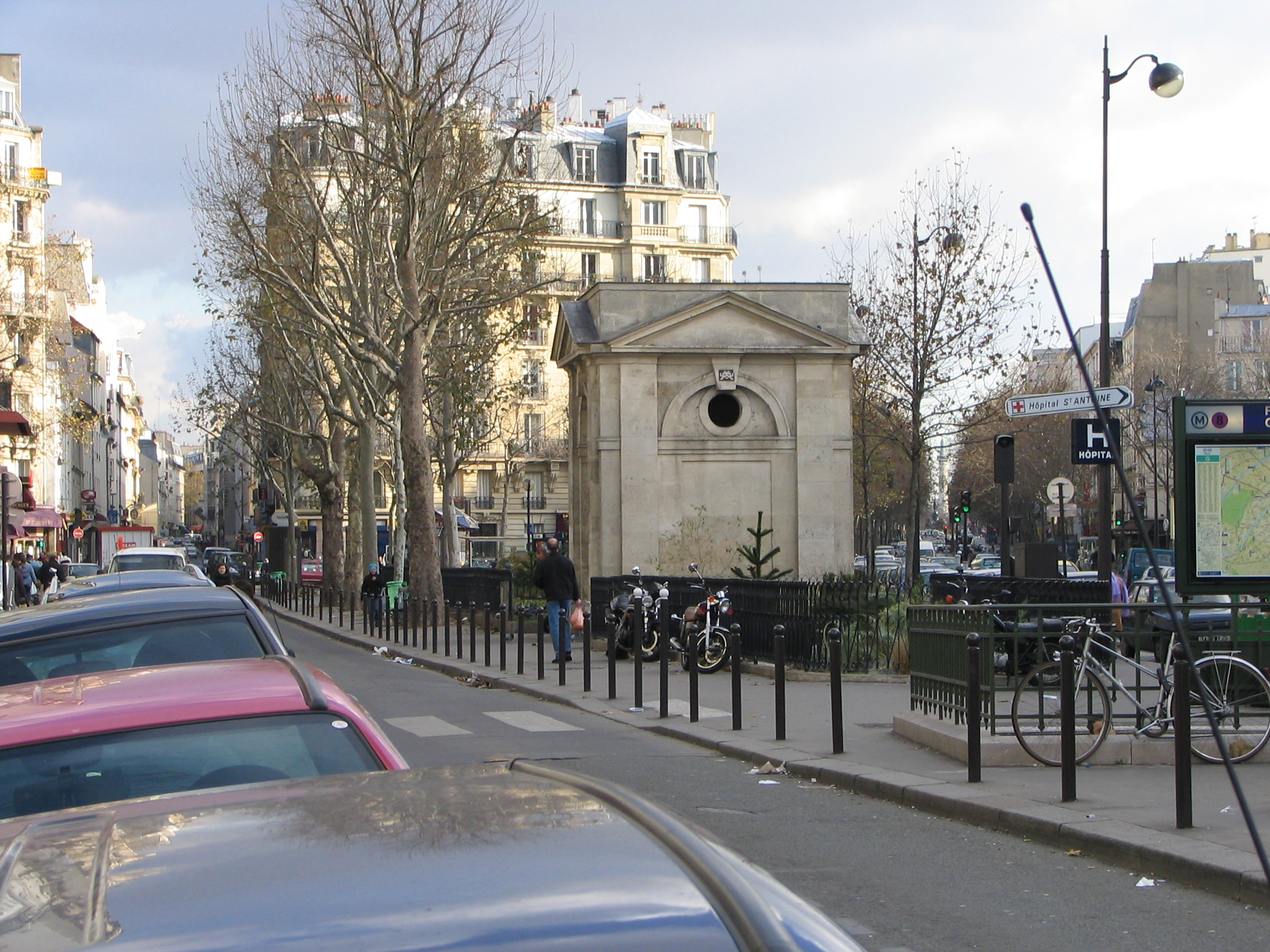
衝突が起こった場所　2005年12月撮影：写真中央はサン・タントワーヌ病院に面して1710年に造られたプティ・アールの噴水。右手奥にナシオン広場 の柱の1つ（入市税関跡）が見える。左手はモントルイユ通り。

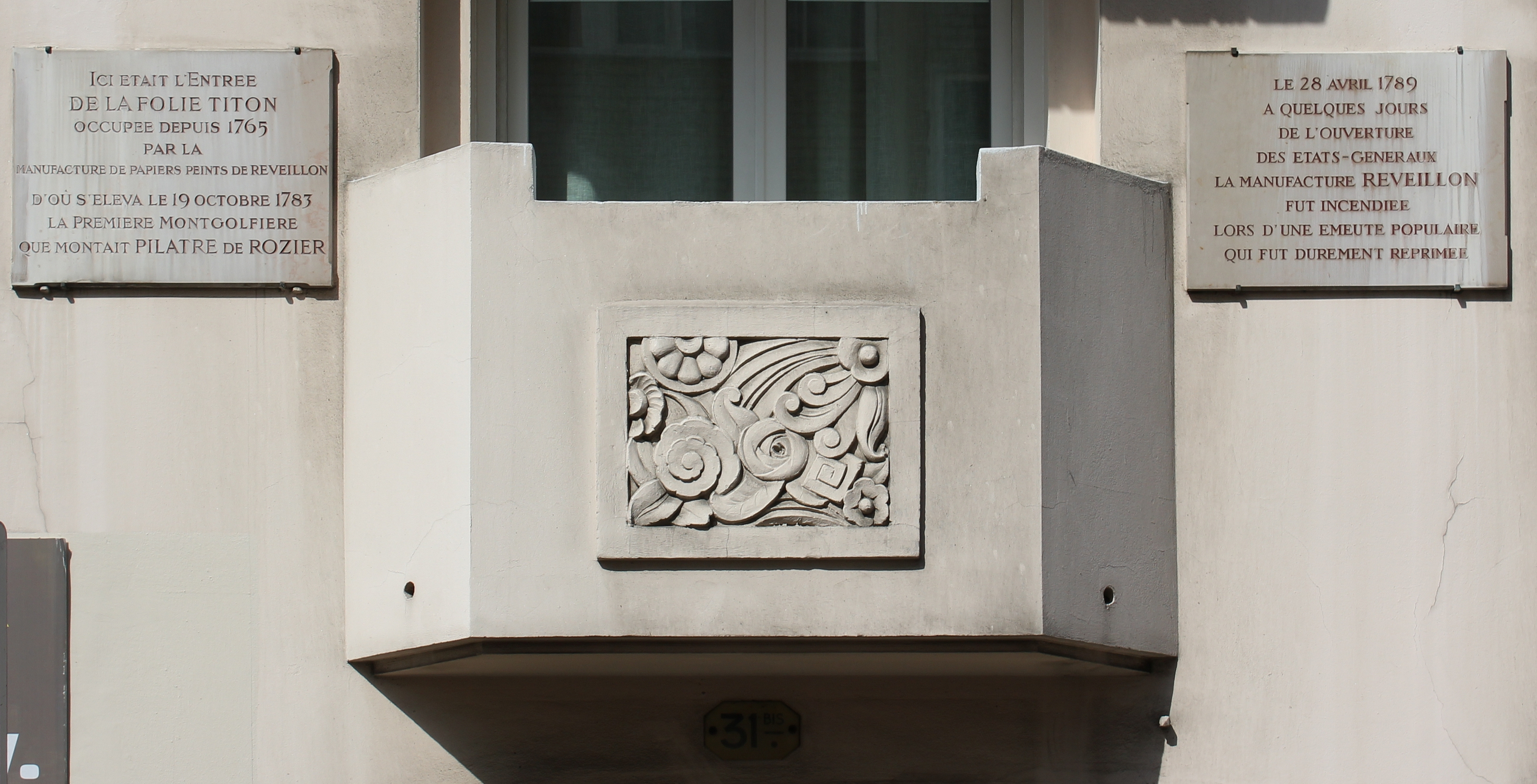
フォリー・ティトン跡に設置された記念プレート　パリ　モントルイユ通り31の2番地。

1789年4月28日の暴動にレヴェイヨンの従業員が参加していなかったことを指摘した歴史家レモンド・モニエによれば、このレヴェイヨン事件は「経営者と労働者の衝突」ではない。パンの価格の上昇、ひいては飢餓と貧困に動機づけられたこの暴動はアンシャン・レジームの典型的な食料暴動に関連づけることができると同時に、革命時代にみられる特徴も際立っている：人々は自分たちは第三身分であると主張し、「自由」のような新しいスローガンを唱え始めた。全国三部会の開会を10日後に控え、選挙から除外された最も貧しいパリ市民たちは我慢できずに、彼らの要求を力によって表明しようとした。この観点から見れば、この一連の暴動は革命の最初の民衆蜂起とみなすことができる。 
フォーブール＝サン・タントワーヌの出来事は確かに自然発生的なものであるが、当時の人々はこれは何者かに後援された行動であると考えて陰謀論を煽りたてた。イギリスもしくは貴族の手をそこに見た者も何人かいるが、正確には、そのうわさはオルレアン公を標的としていた。暴徒の鎮圧を指揮したブザンヴァル男爵 と作家ジャン＝フランソワ・マルモンテル はそれぞれの回想録でそのことを報告している。歴史家イヴリン・レバー は、オルレアン公の関与を示す証拠はないと考えている 。同様にジャン＝クリスティアン・プティフィスも、公爵は陰謀の指導者としてはあまりにも軽薄な「取るに足らない扇動家」であったとしてその潔白を証明している。一方、ピエール・ショデルロ・ド・ラクロによって活気づけられたオルレアン公の支持者たちは彼のために行動することができた。暴動の中で公爵の馬車も公爵夫人の馬車も興奮した群衆によって標的とされなかったことから、そのことは一層よく理解できるだろう。